# سرفینگ مگزین
سرفینگ مگزین (انگلیسی: Surfing Magazine) مجله‌ای ورزشی در آمریکا بود که در دسامبر ۱۹۶۴ تأسیس شد.
نسخه‌های «سوئیم سوت» و نسخهٔ سبز سالانهٔ سرفینگ مگزین محبوب‌ترین نسخه‌های سالانهٔ آن بودند.
این مجله در ژانویهٔ ۲۰۱۷ تعطیل شد.